# Pjesker
Pjesker är en sjö i Arvidsjaurs kommun och Piteå kommun i Norrbotten som ingår i Byskeälvens huvudavrinningsområde. Sjön har en area på 10 kvadratkilometer och ligger 342 meter över havet. Sjön avvattnas av vattendraget Kilisån (Sikån).
Fiskarter är främst abborre, gädda, mört, sik, lake, sellak (siklöja), insjööring.
Namnet "Pjesker" kommer från samiskan och sägs enligt vissa källor betyda ungefär "delad sjö" men enligt andra källor ska betydelsen vara ungefär "klippsjön".
Sjön har gett namn åt en intilliggande by med samma namn, vilken grundades i mitten på 1700-talet.

## Delavrinningsområde
Pjesker ingår i delavrinningsområde (727350-168040) som SMHI kallar för Utloppet av Pjesker. Medelhöjden är 356 meter över havet och ytan är 27,02 kvadratkilometer. Räknas de 10 avrinningsområdena uppströms in blir den ackumulerade arean 153,33 kvadratkilometer. Kilisån (Sikån) som avvattnar avrinningsområdet har biflödesordning 2, vilket innebär att vattnet flödar genom totalt 2 vattendrag innan det når havet efter 138 kilometer. Avrinningsområdet består mestadels av skog (41 procent). Avrinningsområdet har 10,64 kvadratkilometer vattenytor vilket ger det en sjöprocent på 39,4 procent.